# Autostereogram

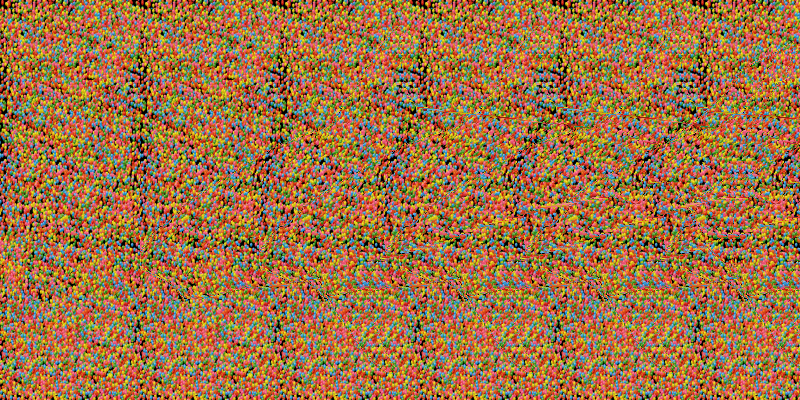
Autostereogram ukazujący złudzenie obrysu trójwymiarowego rekina dostrzegalnego z odpowiednią techniką widzenia.

Autostereogram — zdjęcie dwuwymiarowe, tworzące wrażenie złudzenia optycznego ukazując niewidoczny na pierwszy rzut oka obraz trójwymiarowy. W przeciwieństwie do stereogramu, do stworzenia iluzji optycznej wystarczy jedno zdjęcie, zamiast dwóch ustawionych obok siebie. Ukryty obraz można zobaczyć również gołym okiem, gdzie w przypadku stereogramów, potrzebny jest dodatkowy przyrząd optyczny.  Obserwator w trakcie prawidłowego patrzenia na stereogramy może doświadczyć konfliktu konwergencjo-akomodacyjnego.
Jedynie dzięki parze oczu człowiek jest w stanie dostrzec głębię, również w dwuwymiarowym zdjęciu. Złudzenie optyczne autostereogramu polega na wywołaniu fałszywej percepcji głębi przez obserwatora. Tworzy się efekt paralaksy dwuocznej.

Ruchomy stereogram, bez wysiłku obrazuje głębię zdjęcia obserwatorowi.

Osoby mające problem z doświadczaniem głębi na zdjęciach lub widzeniu dwuocznym, podobny efekt zauważą w ruchomych stereogramach. Autostereogramy przypominają wyglądem tapety lub mozaiki z gęsto rozmieszczonymi małymi elementami, które pierwotnie niczego nie ukazują. 

## Złudzenie optyczne
Są dwa sposoby na dostrzeżenie głębi w autostereogramach — widzenie krzyżowe i widzenie równoległe. Większość autostereogramów jest dostosowane do patrzenia równoległego, które polega na dostrzeganiu zbieżnego punktu widocznego dla dwóch oczu. Krzyżowe natomiast wymaga patrzenia danym okiem na pole rzekomo przeznaczone dla przeciwstawnego oka, a więc na krzyż.
W przypadku konwergencji oczy są ustawione niemal równolegle. Obserwowany obiekt oddalony od obserwatora o 3 metry ma na tyle małe różnice kątowe, że są praktycznie niezauważalne (zależne jest to również od wielkości obiektu). Jest to kluczem do pojęcia postrzegania ukrytych obiektów na autostereogramach. Najprostszym sposobem uświadomienia sobie w jaki sposób patrzeć na autostereogramy w celu zauważenia iluzji optycznej, jest założenie, że zdjęcie znajduje się za czymś — porównać to można do patrzenia przez okno lub inny otwór.
Zjawisko konwergencji jest możliwe do uzyskania poprzez zbliżenie obiektu (np. palca) do okolic czubka nosa. Patrzenie na obiekt znajdujący się tak blisko oczu wytwarza swego rodzaju wysiłek mięśni prostych przyśrodkowych oczu. Skupiając swój wzrok na obiekcie w trakcie oddalania go od siebie wytwarza pewne zaburzenie postrzegania głębi, co również może być sposobem na dostrzeżenie jej w autostereoskopach.